# Aepyornis
Aepyornis é um gênero extinto de aves ratitas endêmicas da ilha de Madagáscar, a extinção dessas aves é estimada por volta de 1000 D.C. São conhecidas na língua portuguesa como ave-elefante. A espécie A. maximus pesava até 540 kg e até recentemente era considerada a maior ave conhecida de todos os tempos. No entanto, em 2018, os maiores espécimes de Aepyornithidae, pesando até 730 kg, foram transferidos para o gênero Vorombe. O parente vivo mais próximo dessas aves é o quivi da Nova Zelândia.

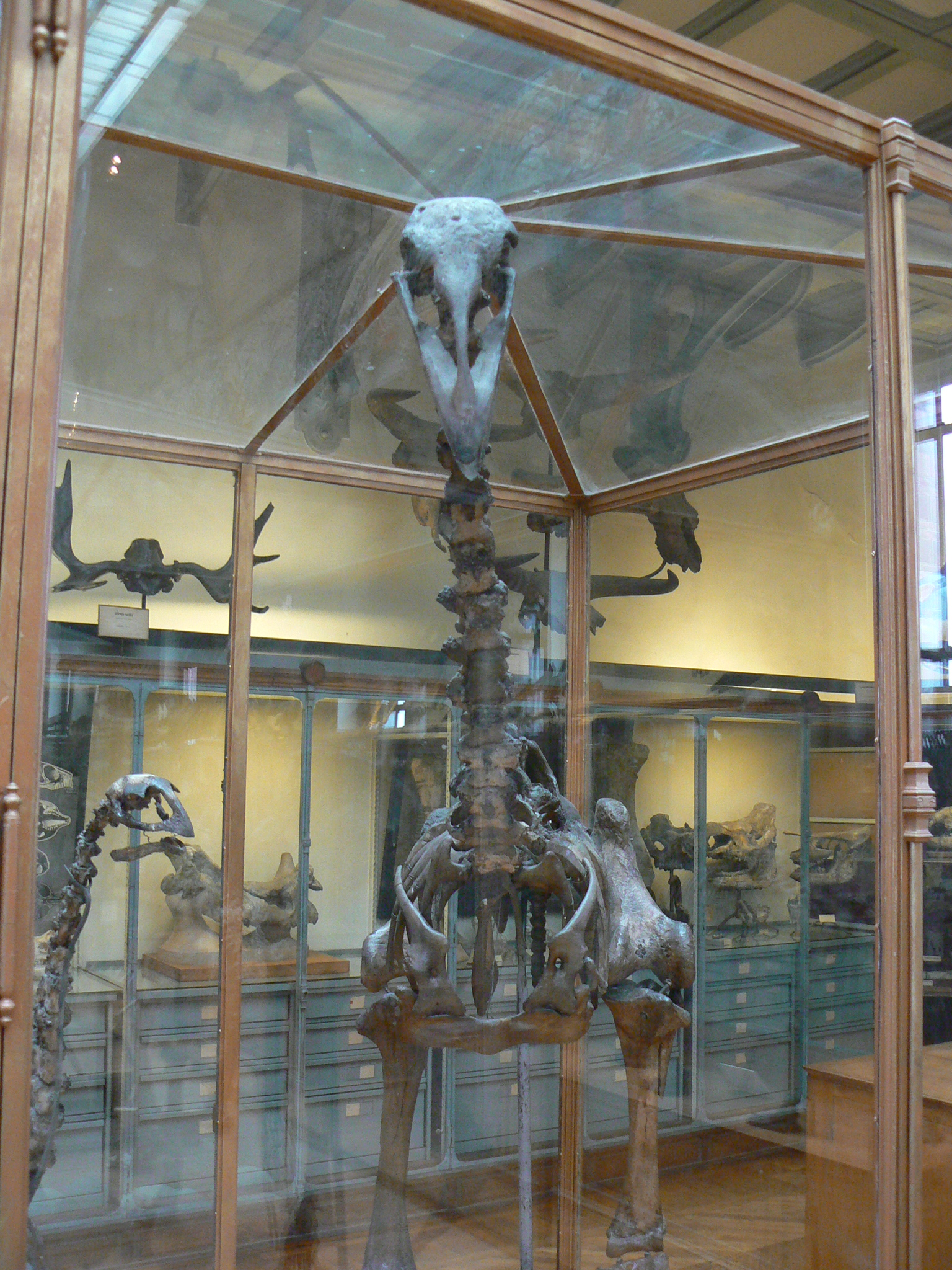
Esqueleto

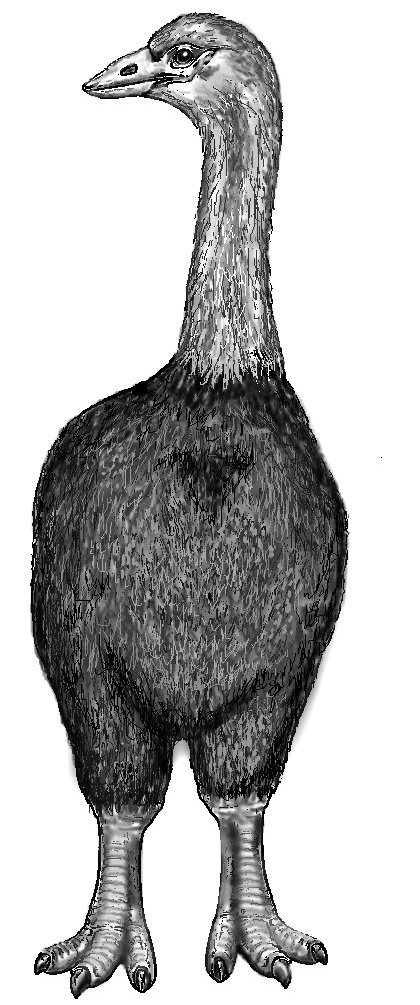
Restauração

Estão entre as aves mais pesadas conhecidas (Dromornis stirtoni da Austrália alcançava um peso similar). As razões e data da sua extinção ainda permanecem sem explicação, embora existam escritos sobre a sua existência na ilha no século XVII.

## Taxonomia

### Espécies
Brodkorb (1963) listou quatro espécies de Aepyornis como válidas: A. hildebrandti, A. gracilis, A. medius e A. maximus. No entanto, Hume e Walters (2012) listaram apenas uma espécie, A. maximus. Mais recentemente, Hansford e Turvey (2018) reconheceram apenas A. hildebrandti e A. maximus.
- ?Aepyornis grandidieri Rowley, 1867 (nomen dubium)

- Aepyornis hildebrandti Burckhardt, 1893
  - Aepyornis gracilis Monnier, 1913
  - Aepyornis lentus Milne-Edwards & Grandidier, 1894
  - ?Aepyornis minimus
  - ?Aepyornis mulleri Milne-Edwards & Grandidier, 1894
- Aepyornis maximus Hilaire, 1851
  - Aepyornis cursor Milne-Edwards & Grandidier, 1894
  - ?Aepyornis intermedius
  - Aepyornis medius Milne-Edwards & Grandidier, 1866

A espécie nominal Aepyornis titan foi colocada no gênero Vorombe por Hansford e Turvey (2018), com A. ingens sendo um sinônimo de Vorombe tita. Aepyornis grandidieri é um táxon conhecido apenas por um fragmento de casca de ovo e, portanto, é um nomen dubium. Hansford e Truvey (2018) também consideraram Aepyornis modestus um sinônimo sênior de todas as espécies nominais de Mullerornis, tornando A. modestus o epíteto das espécies do gênero Mullerornis.

### Evolução
Assim como os casuares, avestruzes, emus, emas e quivis, os Aepyornis eram ratitas ; não podiam voar e seu esterno não tinha quilha. Como Madagáscar e a África se separaram antes do surgimento da linhagem de ratitas, acredita-se que Aepyornis tenha se dispersado, se tornado incapaz de voar e gigante de forma in situ. Originalmente, pela sua localização geográfica, acreditava-se que esta ave fosse mais próxima dos seus parentes do continente africano, porém, mais recentemente, a partir de comparações de sequências de DNA, é deduzido que os parentes vivos mais próximos das aves-elefantes são os quivis da Nova Zelândia, indicando que os ancestrais das aves-elefantes se dispersaram para Madagascar através da Australásia. 

### Etimologia
Aepyornis maximus é comumente conhecido como o 'pássaro-elefante' ou 'ave-elefante', um termo que aparentemente se originou do relato de Marco Polo sobre o roca em 1298, embora ele aparentemente estivesse se referindo a um pássaro parecido com uma águia forte o suficiente para "agarrar um elefante com suas garras". Avistamentos de ovos de aves-elefantes pelos primeiros marinheiros (por exemplo, texto no mapa de Fra Mauro de 1467-69, se não atribuível a avestruzes) também podem ter sido erroneamente atribuídos a uma ave de rapina gigante de Madagáscar. A lenda do roca também pode ter se originado de avistamentos de uma águia subfóssil gigante aparentada com a águia-coroada, que foi descrita no gênero Stephanoaetus, sendo grande o suficiente para carregar grandes primatas; hoje, os lêmures ainda têm medo de predadores aéreos como esses. Outra pode ser a percepção de ratitas retendo características neotênicas e, portanto, sendo confundidas com filhotes enormes de uma ave presumivelmente mais massiva.

## Descrição
Aepyornis foi extinto pelo menos desde o século XVII - era o maior pássaro do mundo, e acredita-se que medisse mais de 3 metros (10 pés) de altura e pesasse quase meia tonelada (400 kg/ 880 lb). Restos de Aepyornis adultos e ovos foram encontrados, em alguns casos, os ovos têm uma circunferência de mais de 1 metro (3,3 pés) e um comprimento de até 34 centímetros (13 pol.) O volume dos ovos é de cerca de 160 vezes maior do que um ovo de galinha.

## Biogeografia
A ave-elefante vivia na ilha de Madagáscar, na costa leste da África. O seu tamanho imenso era causado pelo gigantismo insular, que afeta a vida em ilhas isoladas. 